# گوبنه
گوبنه (به بلغاری: Gubene) یک منطقهٔ مسکونی در بلغارستان است که در شهرستان گابروو واقع شده‌است.